# 近藤富蔵
近藤 富蔵（こんどう とみぞう、文化2年5月3日（1805年5月31日） - 1887年（明治20年）6月1日）は、江戸時代後期から明治の人物、民俗学者。旗本・近藤重蔵（近藤守重）の長男。諱は守真（もりざね）。江戸で出生したが、町人一家殺傷事件を起こして長期にわたって流罪となり、その後赦免されるも流人生活を送った八丈島で生涯の大半を過ごした。井伏鱒二の『青ヶ島大概記』の種本となった『八丈実記』を著している。

## 生涯
富蔵は、千島や択捉島の探索をした近藤重蔵の息子として生まれたが、幼少のころから素行が悪かったという。父親は本宅のほかに、三田村鎗ヶ崎（現在の東京都目黒区中目黒2-1）に広大な遊地を所有しており、文政2年（1819年）に富士講の信者たちに頼まれて、その地に富士山を模した富士塚（目黒富士）を築造した。目黒新富士、近藤富士、東富士などと呼ばれて参詣客で賑い、門前には露店も現れた。

### 鎗ヶ崎事件

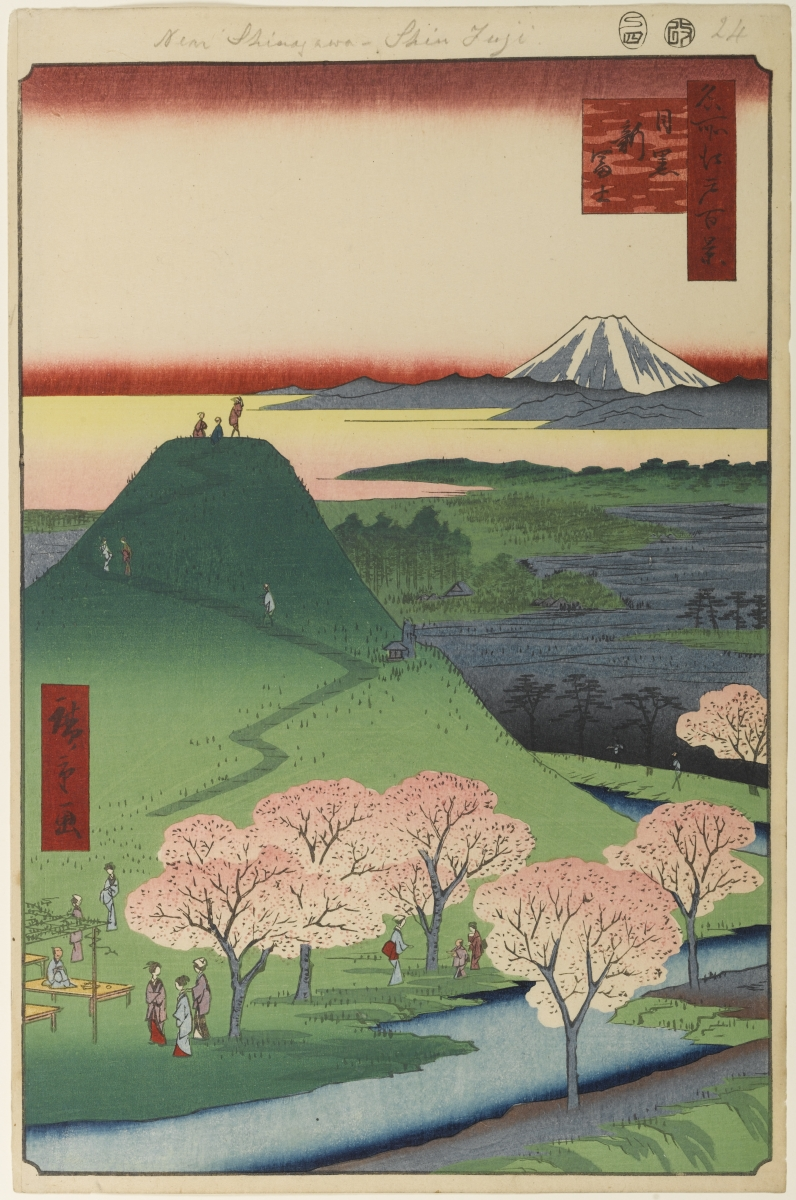
鎗ヶ崎事件の発端となった目黒新富士。歌川広重画。父の重蔵が鎗ヶ崎の三田用水沿いに築山し、観光名所になった。鎗ヶ崎の西側（代官山駅近く）に既に別の富士塚があったため、そちらが目黒元富士、こちらが新富士と呼ばれた。現在は、中目黒駅と恵比寿駅の中間あたりにある別所坂（渋谷区）の公園内に石碑が残るのみで、跡地はマンションになっている。

この新富士の管理を父親から任された富蔵は、博徒あがりの町人（農夫とする説も）塚原半之助に頼まれて蕎麦の露店用の土地を貸したが、家賃の未払いから諍いが生じた。文政9年（1826年）、塚原半之助と父重蔵が持つ別荘（前述の新富士のこと）の地所境界争いから、塚原とその妻や母親、子供計7名を殺傷し、その罪から同年に伊豆諸島の八丈島に流罪の判決が下る。俗に言う「鎗ヶ崎事件」である。
翌文政10年（1827年）、八丈島へ流された。父重蔵も連座して近藤家は改易となった。

### 流人生活
流人生活の間に、『八丈実記』72巻（清書69巻）を著す傍ら、島民に寺子屋での読み書きの指導も行っていた。また、島の有力者の娘だった妻との間に1男2女の子をなしている。
明治元年（1868年）、明治新政府は流刑などの追放刑の執行を停止したが、それに伴う恩赦を受けることができず、明治11年（1878年）に八丈島に赴任した東京府の役人が「八丈実記」の著作性の高さを認め、明治13年（1880年）2月27日にようやく明治政府より赦免を受け、53年間の流人生活を終える。

### 赦免
赦免後のその年、一旦は本土に戻るが、親戚への挨拶回り、近江国大溝藩内円光禅寺の塔頭瑞雪院にある亡父重蔵への墓参、西国巡礼を済ませた。2年後の明治15年（1882年）に再び八丈島に帰島し、その後一観音堂の堂守として、島で生涯を終えた。享年83。
島にある開善院善光寺に墓石がある。墓所は近藤守真墓として東京都指定史跡（旧跡）となっている。

## 『八丈実記』

### 活字本
『八丈実記』は、1964年から1976年までかかって、緑地社から7巻本として刊行された。緑地社社長の小林秀雄はその業績で菊池寛賞を受賞した。その内容は次のとおり。
- 八丈実記刊行会『八丈実記』緑地社 - 近藤富蔵『八丈実記』の活字翻刻本
  - 第一巻（1964年、第1回配本）
    - 第一編「序　海道図　風文　潮汐」、第二編「御尋書御請控」、第三編「八丈名義　五村惣評」、第四編「検地　地図」、第五編「居宅　風俗　方言　年中行事」、第六編「土産」、第七編「合糸織五十番模様之雛形他」、第八編「絹織物」。

  - 第二巻（1969年、第3回配本）
    - 第一編「伊豆国附嶋々様子大概書」、第二編「南方海島志」、第三編「小島」、第四編「青ヶ島」、第五編「鳥島」、第六編「小笠原島」、第七編「船舶」、第八編「貢税」、第九編「詩歌句画集」。

  - 第三巻（1971年、第5回配本）
    - 第一編「代官役人」、第二編「村々役名」、第三編「島人系譜 一」、第四編「島人系譜 二」、第五編「戸籍」、第六編「八丈嶋年代記　八丈嶋日記他」。

  - 第四巻（1966年、第2回配本）
    - 第一編「聞斎家系私話」、第二編「配流」（原本第21巻）、第三編「配流」（原本第22巻）、第四編「遷徒一伎伝」。

  - 第五巻（1970年、第4回配本）
    - 第一編「神道 一」、第二編「神道 二」、第三編「神道 三」、第四編「仏教」、第五編「遷徒一伎伝（続）」、第六編「被仰渡書」。

  - 第六巻（1972年、第6回配本）
    - 第一編「教育 一」、第二編「教育 二」、第三編「公文記録」、第四編「総目録」、第五編「抜書 一」、第六編「抜書 二」、第七編「天変地災諸病」。

  - 第七巻（1976年、第七回配本）
    - 「八丈実記索引（総合索引　地名索引　人名索引　社寺関係索引　文献名索引　年代別索引）」、「補遺 一」、「補遺 二」、「付録（八丈島年代略鑑　八丈島貢法　他）」。

### 原本
『八丈実記』は1887年に東京府に買い上げられ、それをもとに昭和のはじめ、渋沢家において写本を複数作成し、渋沢敬三、柳田国男、折口信夫がそれぞれ保管した。本書は「八丈島の百科事典」とも呼ばれ、この地域の研究者にとって貴重な資料となっている。柳田國男は富蔵を「日本における民俗学者の草分け」と評している。
他方、伊馬春部経由で借り受けていた折口信夫保管の『八丈実記』の一部をもとに、井伏鱒二が『青ケ島大概記』（『中央公論』1934年3月号）を執筆して、武林無想庵に激賞されるなど、昭和において高く評価された。ちなみに猪瀬直樹は『青ケ島大概記』について、「評判にならなかった。文語体で読みにくい。ではなぜわざわざ文語体にしたのかといえば「青ヶ島大概記」は古い資料を引き写しているから、と断ずるほかない」と述べている。

## 近藤富蔵を演じた俳優
- 島田雅彦（『るにん』、2004年）